# European Maritime Awareness in the Strait of Hormuz
European Maritime Awareness in the Strait of Hormuz, ook wel bekend als EMASoH, is een multinationaal militair initiatief dat wordt ondersteund door negen Europese landen op Frans initiatief en gestructureerd als vrijwillige coalitie dat onafhankelijk van de Europese Unie handelt. In het kader van EMASoH is in 2020 een militaire operatie, genaamd AGENOR, gestart om de maritieme veiligheid in de regio te vergroten. Het operationele hoofdkantoor van operatie AGENOR is sinds 2020 gevestigd in de Verenigde Arabische Emiraten.

## Achtergrond
De Straat van Hormuz is een strategisch knooppunt dat de Golfregio verbindt met de Arabische Zee en de Indische Oceaan. In het noorden ligt Iran en in het zuiden liggen de Verenigde Arabische Emiraten en Musandam, een exclave van Oman, die zich op de uiterste top van de zuidelijke kustlijn van de zeestraat bevindt. In de smalle zeestraat liggen verschillende eilanden: Hormuz, het eiland waaraan de zeestraat zijn naam ontleent, Kish, Qishm, Abu Musa en de Grote Tunb en Kleine Tunb. Deze eilanden hebben een belangrijke strategische ligging. De Straat van Hormuz is ongeveer 21 zeemijl (39 kilometer) breed op het smalste punt, waar het scheepvaartverkeer is verdeeld in twee routes, elk met een breedte van twee zeemijl. De westwaartse route die de Golf ingaat, gaat door de territoriale wateren van Iran, en de oostwaartse route die de Golf uitgaat, passeert de territoriale wateren van Oman. Tussen de oost- en westroute ligt een buffer van twee zeemijl om aanvaringen te voorkomen. De Straat van Hormuz is diep genoeg voor de grootste olietankers.

### Economische context
De Straat van Hormuz is een belangrijke aanvoerroute voor aardolie. In 2011 vervoerden olietankers 17 miljoen vaten olie per dag door de zeestraat. In 2018 werden 20,7 miljoen vaten door de Straat verscheept. Deze hoeveelheden komen overeen met ongeveer 35% van alle aardolie die per tanker wordt vervoerd en ongeveer 20% van alle ruwe olie die wereldwijd wordt verhandeld. De olie komt uit Iran, Irak, Koeweit en Saoedi-Arabië. Een eventuele sluiting van de Straat van Hormuz zou enorme gevolgen hebben voor de olievoorraden wereldwijd.

### Geschiedenis
In juni 2019 werden twee olietankers aangevallen in de buurt van de Straat van Hormuz, waarvan er één in brand vloog. De 44 bemanningsleden van de MV Kokuka Courageous en MV Front Altair werden gered door een Iraans schip. Eerder dat jaar werden ook vier andere tankers aangevallen voor de kust van de Verenigde Arabische Emiraten. De precieze oorzaak van de incidenten is nog onduidelijk. Boskalis, een wereldwijd toonaangevend Nederlands baggerbedrijf en maritieme dienstverlener, werd aangesteld om de twee beschadigde tankers te bergen. In juli 2019 werd de MV Stena Impero, een Britse olietanker, in beslag genomen in de Straat en een ander schip werd aangehouden en later weer vrijgelaten. In 2020 en 2021 werden andere tankers gevangen genomen of aangevallen in de Straat van Hormuz.
Toenemende onveiligheid en instabiliteit zijn waargenomen in de hele Golfregio en in het bijzonder in de Straat van Hormuz in 2019, met meerdere maritieme en niet-maritieme incidenten als gevolg van toenemende regionale spanningen. Vanwege de onstabiele situatie in de Golfregio en de Straat van Hormuz en om de spanningen te verminderen, lanceerde de Franse regering in januari 2020 een Europees initiatief, de maritieme missie EMASoH, in samenwerking met regeringen van België, Denemarken, Duitsland, Griekenland, Italië, Nederland en Portugal. Sinds september 2021 neemt Noorwegen als negende Europese staat deel aan EMASoH.
In volledige overeenstemming met het Verdrag van de Verenigde Naties inzake het recht van de zee (UNCLOS), draagt de missie bij aan de veilige doorvaarten door de Straat van Hormuz op basis van het principe van de vrijheid van navigatie.

## De missie
EMASoH is een politiek en diplomatiek initiatief dat is opgezet om concreet verbeterde bewakingscapaciteiten in de Golfregio, de Straat van Hormuz en de Golf van Oman te bieden om het maritiem situationeel bewustzijn te behouden en koopvaardijrederijen gerust te stellen om de vrijheid van navigatie te bevorderen. EMASoH bestaat uit twee delen: een militair deel en een diplomatiek spoor. Het militaire deel heet Operatie AGENOR. De operatie benadrukt de Europese eenheid met een neutrale houding, gericht op de-escalatie en de bijdrage aan een veilige doorvaart door de regio. EMASoH wil spanningen verminderen en bijdragen aan een veilige navigatieomgeving. De doelstelling van EMASoH is het vertrouwen en de veiligheid te herstellen om de civiele commerciële scheepvaartexploitanten gerust te stellen.
Met oppervlakteschepen en luchtmaterieel bewaakt EMASoH de omgeving en creëert het een eigen en onbevooroordeeld maritiem situationeel bewustzijn waardoor het de koopvaardij in het operatiegebied kan informeren en geruststellen. Momenteel bieden zeven Europese staten militaire steun aan Operatie AGENOR met personeel en materieel, terwijl Duitsland en Portugal alleen politieke steun verlenen aan het diplomatieke spoor van EMASoH.

### Operatie AGENOR - militaire component van EMASoH
Operatie AGENOR is een militaire missie waarbij gebruik wordt gemaakt van oppervlakteschepen en luchtmaterieel die vrijwillig door de aan EMASoH deelnemende staten ter beschikking worden gesteld. Het FHQ (Force Headquarters – tactisch hoofdkwartier) van AGENOR bevindt zich in de Verenigde Arabische Emiraten en kan indien nodig varend worden ingezet. Dankzij het partnerschap met de Verenigde Arabische Emiraten kan EMASoH in de regio optreden en de algemene veiligheidssituatie nauwkeurig volgen met het oog op regionale stabiliteit. Op operationeel niveau wordt Operatie AGENOR geleid door een Franse operationele commandant via zijn OHQ (Operation Headquarters - operationeel hoofdkwartier). De huidige operationele commandant is de Franse schout-bij-nacht Emmanuel Slaars. Op tactisch niveau wordt momenteel een Task Force genaamd CTF 474 (hierboven genoemd AGENOR) geleid door een Italiaanse commandant, commandeur Mauro Panebianco.
Operatie AGENOR bestaat uit oppervlakteschepen (meestal twee fregatten) in combinatie met luchtmaterieel zoals maritieme patrouillevliegtuigen. Deze eenheden leveren directe of indirecte steun aan de missie. In het laatste geval zouden de eenheden ook andere primaire taken in het gebied hebben. De militaire eenheden zorgen voor maritiem situationeel bewustzijn in het operatiegebied ten gunste van koopvaardijschepen in de buurt, radio-oproepen met de koopvaardijbemanning en begeleidingen van koopvaardijschepen door de Straat van Hormuz.
Koopvaardijrederijen kunnen hun scheepvaart in het operatiegebied melden via het EMASoH “Voluntarily Reporting Area” (VRA).
| Periode                            | Commandant                          | Land       |
| ---------------------------------- | ----------------------------------- | ---------- |
| 20 januari 2020 - 20 mei 2020      | Schout-bij-nacht Eric Janicot       | Frankrijk  |
| 20 mei 2020 - 1 september 2020     | Kapitein-ter-zee Ludivic Poitou     | Frankrijk  |
| 1 september 2020 - 13 januari 2021 | Kapitein-ter-zee Christophe Cluzel  | Frankrijk  |
| 13 januari 2021 - 17 april 2021    | Commandeur Carsten Fjord-Larsen     | Denemarken |
| 17 april 2021 - 15 juli 2021       | Commandeur Anders Friis             | Denemarken |
| 15 juli 2021 - 9 januari 2022      | Kapitein-ter-zee Bruno de Vericourt | Frankrijk  |
| 9 januari 2022 - 1 maart 2022      | Kapitein-ter-zee Nicolas du Chene   | Frankrijk  |
| 1 maart 2022 - 6 juli 2022         | Flottieljeadmiraal Tanguy Botman    | België     |
| 6 juli 2022 - 27 januari 2023      | Commandeur Stefano Costantino       | Italië     |
| 27 januari 2023 - 9 juni 2023      | Flottieljeadmiraal Renaud Flamant   | België     |
| 9 juni 2023 - 7 december 2023      | Commandeur Mauro Panebianco         | Italië     |
| 7 december 2023 - 8 march 2024     | Commandeur Hans Huygens             | België     |
| 8 march 2024 - present             | Commandeur Gilles Colmant           | België     |

### Diplomatiek spoor van EMASoH
Het diplomatieke spoor van EMASoH wordt geleid door een Senior Civilian Representative (SCR), momenteel de Deense ambassadeur Jakob Brix-Tange. De SCR leidt de Political Contact Group (PCG) en werkt nauw samen met de regeringen van de EMASoH deelnemende staten. Het diplomatieke spoor heeft tot doel manieren te vinden om spanningen te de-escaleren en het opbouwen van vertrouwen in het maritieme domein te bevorderen op basis van een brede regionale dialoog over maritieme veiligheid.
| Periode                             | Ambassadeur                      | Land       |
| ----------------------------------- | -------------------------------- | ---------- |
| 17 februari 2020 - 16 augustus 2020 | Jeanette Seppen                  | Nederland  |
| 17 augustus 2020 - 31 augustus 2021 | Julie Elisabeth Pruzan-Jorgensen | Denemarken |
| 1 september 2021 - huidig           | Jakob Brix Tange                 | Denemarken |